# Оточац
Оточац је град у Хрватској, у Личко-сењској жупанији, Република Хрватска.

## Географија
Налази се у сјеверозападној Лици, у Гацкој долини, кроз коју протиче ријека Гацка смјештена између Велебита и Мале Капеле. Латински назив за Оточац је Bivium.

### Насељена мјеста
Граду Оточцу припадају сљедећа насељена мјеста: Брлог, Брлошка Дубрава, Главаце, Горићи, Дабар, Дољани, Дренов Кланац, Компоље, Кутерево, Липовље, Личко Лешће, Оточац, Подум, Понори, Прозор, Рамљани, Синац, Старо Село, Хрватско Поље, Човићи, Швица, Шкаре. Површина града Оточца износи 565,30 km².

## Историја
Пренумерант Видаковићеве позоришне игре био је 1817. године у месту, трговац Никола Боројевић. Његов брат Атанасије (1801–1844) такође се бавио трговином у месту. Никола који се интензивно бавио писањем, пре свега поезије, је објавио песму посвећену свом брату 1844. у "Србском народном листу".
У Оточцу је августа 1926. године откривен споменик српском краљу Петру I Карађорђевићу. Био је то први споменик у Лици посвећен српском владару, а подигли су га својим прилозима грађани и чланови Југословенског Сокола, на челу са адвокатом др Бранковићем. Попрсје краљево је постављено на главном тргу, на месту где је за време Аустроугарске била пирамида са Хабзбуршким орлом. Споменик на којем стари краљ представљен у генералској униформи са пелерином, и једном руком ослоњен на југословенски грб, је израдио познати вајар Јозо Туркаљ. Краљ војник је држао грб државе коју је створио.

### Други свјетски рат
У Оточцу "наоружане групе људи нападају домове мирних и ненаоружаних Срба, сељака и грађана, отимају животне намирнице и стоку, злостављају и вређају Србе и све што је српско на сваком кораку. Убијају на најсвирепији начин, одводе у затвор потпуно невине људе без икакве кривице, само зато што су Срби".
У оточком срезу опљачкане су све цркве и друге знаменитости и старине још у августу 1941. године. На челу оних који су извршили тај задатак био је усташки изасланик из Загреба др. Бах, који је све ствари однео у Загреб.
Јединице 4. југословенске армије су ослободиле Оточац 6. априла 1945. током Личко-приморске операције.

## Култура

### Парохија
У Оточцу је сједиште истоимене парохије Српске православне цркве. Парохија Оточац припада Архијерејском намјесништву личком у саставу Епархије Горњокарловачке. У Оточцу се налази храм Српске православне цркве Светог великомученика Георгија саграђен 1863. године, а обновљен 1971. године и капела Светог оца Николаја.

## Становништво

### Насеље
Према попису из 1991. године, насеље Оточац је имало 5.404 становника, међу којима је било 1.259 Срба, 3.819 Хрвата и 93 Југословена. Према попису становништва из 2001. године, Оточац је имао 4.354 становника. Оточац је према попису становништва из 2011. године, имао 4.240 становника.

## Попис 1991.
На попису становништва 1991. године, насељено место Оточац је имало 5.404 становника, следећег националног састава:
| Попис 1991.‍   | Попис 1991.‍  | Попис 1991.‍ | Попис 1991.‍ | Попис 1991.‍ |
| ------------- | ------------ | ----------- | ----------- | ----------- |
|               |              |             |             |             |
| Хрвати        | Хрвати       |             | 3.819       | 70,66%      |
| Срби          | Срби         |             | 1.259       | 23,29%      |
| Југословени   | Југословени  |             | 93          | 1,72%       |
| Албанци       | Албанци      |             | 19          | 0,35%       |
| Муслимани     | Муслимани    |             | 15          | 0,27%       |
| Словенци      | Словенци     |             | 8           | 0,14%       |
| Македонци     | Македонци    |             | 5           | 0,09%       |
| Немци         | Немци        |             | 4           | 0,07%       |
| Црногорци     | Црногорци    |             | 4           | 0,07%       |
| Грци          | Грци         |             | 2           | 0,03%       |
| Мађари        | Мађари       |             | 2           | 0,03%       |
| Чеси          | Чеси         |             | 2           | 0,03%       |
| Руси          | Руси         |             | 1           | 0,01%       |
| Словаци       | Словаци      |             | 1           | 0,01%       |
| Украјинци     | Украјинци    |             | 1           | 0,01%       |
| остали        | остали       |             | 3           | 0,05%       |
| неопредељени  | неопредељени |             | 114         | 2,10%       |
| регион. опр.  | регион. опр. |             | 4           | 0,07%       |
| непознато     | непознато    |             | 48          | 0,88%       |
| укупно: 5.404 |              |             |             |             |

### Општина
По попису становништва из 2001. године у граду Оточцу живи 10.411 становника. Од тога:
- 9.504 Хрвата,
- 690 Срба и
- 217 припадника других националних мањина.

Оточац се као и остатак Лике већ дуже суочава са проблемима старења и депопулације. По попису становништва из 1991. године, велика предратна општина Оточац имала је 24.992 становника, а национални састав био је следећи:
- Хрвати — 16.355 (65,44%)
- Срби — 7.781 (31,13%)
- остали — 856 (3,43%)

### Попис 2011.
На попису становништва 2011. године, град Оточац је имао 9.778 становника, следећег националног састава:
| Попис 2011.‍   | Попис 2011.‍ | Попис 2011.‍ | Попис 2011.‍ | Попис 2011.‍ |
| ------------- | ----------- | ----------- | ----------- | ----------- |
|               |             |             |             |             |
| Хрвати        | Хрвати      |             | 8.916       | 91,18%      |
| Срби          | Срби        |             | 709         | 7,25%       |
| остали        | остали      |             | 153         | 1,54%       |
| укупно: 9.778 |             |             |             |             |

## Познате личности
- Никола Боројевић, српски пјесник
- Иван Ивана Рукавина, народни херој Југославије
- Илија Стојановић, српски научник, стручњак за телекомуникације
- Божидар Маљковић, српски кошаркашки тренер